# Jan Uddenfeldt

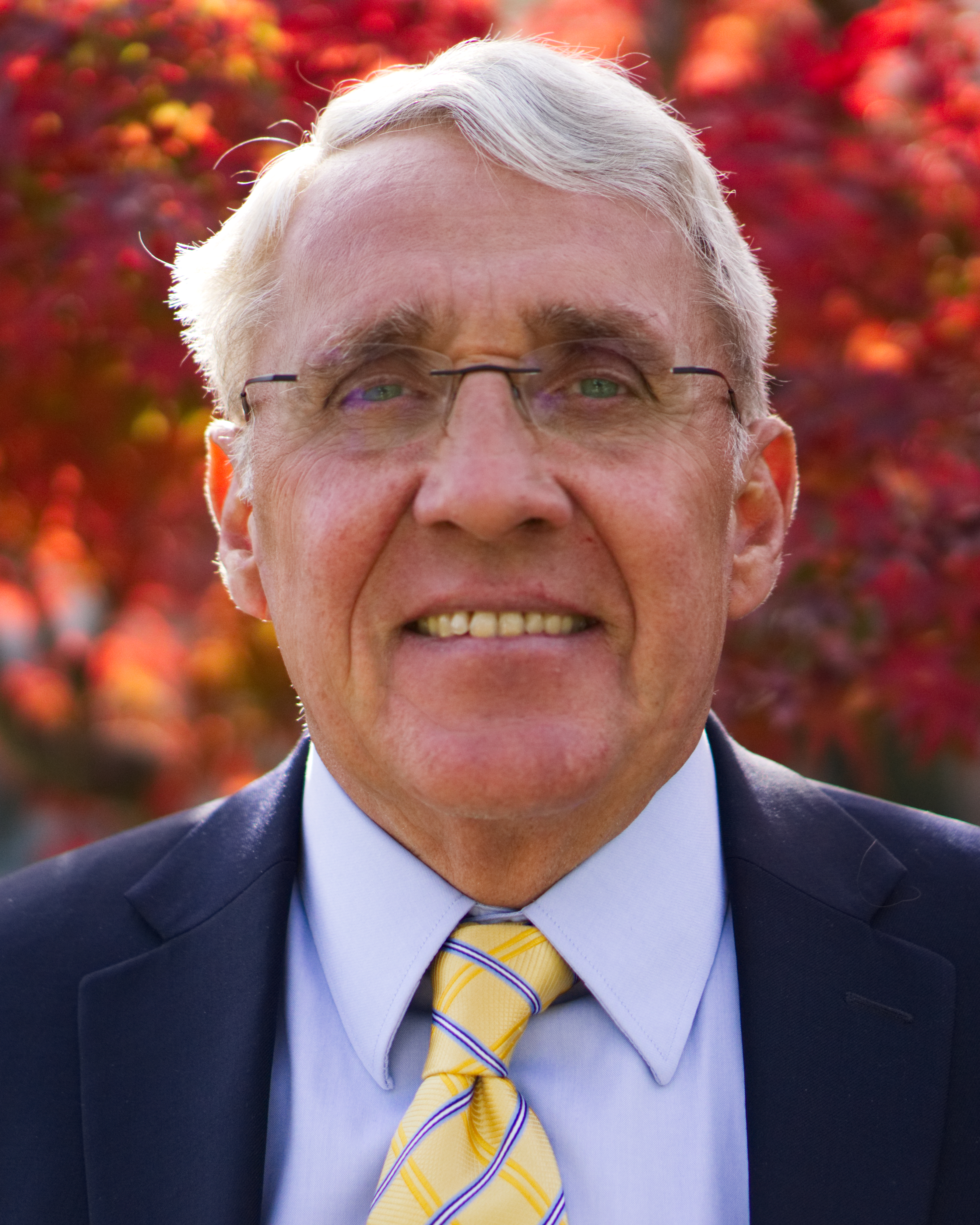

Jan Erik Uddenfeldt, född 1950, är en svensk ingenjör som gjort banbrytande insatser i utvecklingen av mobil kommunikationsteknik. Han har kallats för GSM-teknikens fader och spelade en central roll i utvecklingen av tekniken för 3G och 4G.

## Biografi
Uddenfeldt avlade 1973 civilingenjörsexamen i elektroteknik vid KTH och inledde därefter forskarstudier vid samma lärosäte. År 1978  blev han teknologie doktor när han disputerade på en avhandling i teletransmissionsteori. Samma år anställdes han som forskare av Ericsson Radio Systems.
1985 blev Uddenfeldt forskningschef på Ericsson Radio. I den rollen ledde han bland annat utvecklingen av den teknologi som skulle komma kom att bli GSM. Han var teknisk direktör för Ericsson Radio från 1989 till 1998  då han utsågs till teknisk direktör för hela Ericssonkoncernen.
Som teknisk direktör drev han bland annat utvecklingen av 3G och 4G LTE, teknik som möjliggjorde konvergensen mellan mobilkommunikation och internet.
Han innehade den positionen fram till 2004, då han utsågs till Senior vice president of technology på Ericsson.
2008 flyttade Uddenfeldt till Silicon Valley och ledde därifrån bolagets tekniska strategiarbete. Uddenfeldt rekryterades 2010 av Sony Mobile (tidigare Sony Ericsson) som teknisk direktör med säte i Silicon Valley.  I den rollen drev han omställningen från företagets tidigare mobilverksamhet till Androidbaserade smarta telefoner .
Sedan 2013 är hans huvudsakliga fokus på start up bolag i Silicon Valley där han ingår i styrelser  i ett stort antal teknikbolag inom både mjukvara och hårdvara.
Uddenfeldt har mottagit flera utmärkelser för sina insatser inom tekniksektorn.

## Utmärkelser
- Invald som ledamot i IVA 1989 [7]
- Hedersdoktor (Dr hc) Lunds universitet [8] [9]	1996
- Tyska Eduard Rhein Foundation Price [10][11] 1997
- KTH:s stora pris [12] 2000
- IVA’s Guldmedalj [13] 2005
- IEEE Fellow [14]2006
- Invald i Wireless Hall of Fame [15] 2014
- Japanska C&C price [16]